# Французский язык в Канаде

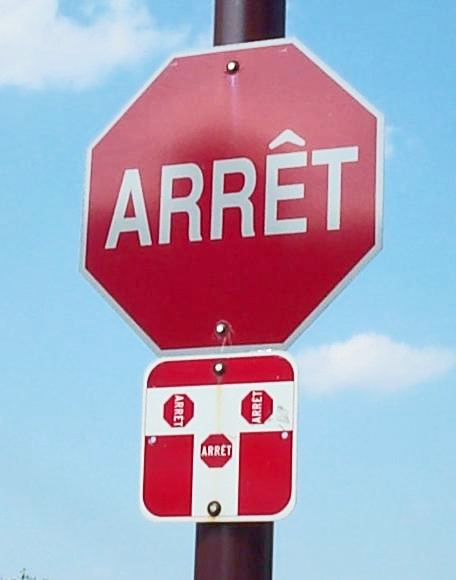
«ARRÊT» — дорожный знак «STOP» в Квебеке

Французский язык в Канаде — один из двух официальных языков Канады, наряду с английским языком. Общее число канадцев, говорящих на французском — около 7,2 млн. (20,6 % населения; по состоянию на 2016 год). Франкоязычные жители Канады при переписях населения учитываются как франкофоны (ранее франкоканадцы), из которых затем выделяются квебекцы, франко-онтарийцы, акадцы и прочие субэтнические группы. Свыше 90 % франкофонов Канады проживает в провинциях Квебек, Онтарио и Нуво-Брансуик/Нью-Брансвик (Акадия).

## История
Первые французы появились на территории современной Канады в ходе экспедиций Жака Картье 1534 года. Заселение Канады французами началось после 1642 года. К 1759 году, когда Новая Франция была захвачена Великобританией, в Канаде проживало около 60 тыс. франкофонов, в том числе канадских метисов.
После падения Новой Франции, французский язык подвергся гонениям со стороны британских властей. До 75 % франкоязычного населения Акадии было депортировано или погибло в ходе депортаций. Тем не менее, сильные патриархально-католические традиции Квебека вкупе с высокой рождаемостью франкоканадцев позволили им сохранить компактный языковой ареал в рамках данной провинции, несмотря на административное давление со стороны англо-квебекской верхушки. Более того, франкоканадцы продолжали активно осваивать Западные регионы страны и Канадский север, где в начале XIX века, до начала массового притока иммигрантов из Европы, французский язык пользовался большой популярностью у автохтонного населения. На основе французского сложился франкокреольский язык Канады, а также особый контактный язык мичиф. Несмотря на постепенную англизацию данных групп, франкоязычное большинство Квебека не покорилось и продолжало борьбу за свои языковые права. Тихая революция 1960-х годов создала благоприятные условия для укрепления позиций французского языка в самом Квебеке. Также, с течением времени, улучшилось положение и у франкофонов Акадии, получивших свой франкоязычный Монктонский университет. Хартия французского языка (Билль 101) сделала французский единственным официальным языком Квебека, хотя англофоны сохранили ряд привилегий.

## Статус
В современной Канаде французский является одним из двух официальных языков всей Канады только на федеральном уровне. Фактически это означает, что французским можно пользоваться на территории всей страны только в делах федерального масштаба. В местном делопроизводстве и повседневной жизни его присутствие в большинстве провинций Канады практически не ощущается, что отчасти объясняется долгой историей открытой враждебности между двумя основными группами страны.
На местном уровне французский является официальным языком провинции Квебек. Единственной официально двуязычной провинцией местного уровня является Нью-Брансуик, но и там фактическое двуязычие сводится к северной части страны. В провинции Онтарио французский не является официальным, но допускается его использование в округах, где проживает более 5 тыс. франкофонов или же меньше в том случае, если их доля составляет от 10 % и более к общей численности населения округа. Единственной административной единицей в Северной Америке, где число франкофонов увеличивается, является провинция Квебек.

## Особенности
Данные явления объясняются несколькими факторами. Во-первых, в колонизации Канады принимали участие в основном выходцы из северо-западной Франции, в первую очередь жители полуостровов Бретань и Нормандия. Во-вторых, французский язык эпохи дореволюционной Франции, когда происходила колонизация Квебека, значительно отличался от современного, поскольку французские революционеры приступили к активному постреволюционному языковому строительству, так как считали, что моду французской речи до революции задавали королевские придворные. Королевский французский в самой Франции внезапно стал восприниматься как вычурный и помпезный. Ряд языковых норм, в том числе фонетических, подвергся ревизии. К примеру, сочетание -oi, до революции при дворе произносившееся как -we, было изменено на -wa, считавшееся до этого просторечием. Ряд старофранцузских лексем окончательно канули в прошлое. Тем не менее, поскольку данные изменения во Франции произошли после 1789 года, французский язык в Канаде, которую в 1759 году захватили британцы, не подвергся языковой ревизии и до настоящего времени, в большей или меньшей степени, сохраняет черты королевского французского, которые постепенно начали исчезать лишь в последние 20-30 лет[когда?]. Авторитет французской короны, а также католической церкви в Квебеке сохранялся на протяжении десятилетий, а потому французская речь франкоканадцев сохранила много исторических особенностей той эпохи. В ней также можно отметить сохранение ряда архаичных форм типа «nous-autres» (мы) и «vous-autres» (вы), на сохранение которых, по-видимому, повлияли соответствующие испанские «nosotros» и «vosotros», так как Новая Франция ранее имела общие границы с Испанской Америкой. Как и в испанском языке, своё старое значение сохранил глагол «espérer» («ждать», а не только «надеяться», как в современном французском). Употребляется историзм «пиастры» для обозначения канадского доллара. Особенностью является также сохранение неграссированного звука «r» в ряде регионов Квебека. Характерная черта канадского французского — это наличие обширных пластов нецензурной лексики, связанной с католической тематикой.

## Англицизмы
После 1759 года доля франкофонов в Канаде неуклонно сокращалась в ходе массовой иммиграции англофонов и аллофонов, тяготевших к английскому языку. Между 1840 и 1860 годами англоязычное население Канады превысило франкоязычное. В дальнейшем этот разрыв продолжал увеличиваться. На первом этапе влияние французского языка на канадский английский было значительным, однако со второй половины XIX века заимствования переходили из английского во французский. Учитывая неопределённый статус французского языка в Канаде, где британская администрация делала всё возможное для его искоренения, количество прямых англо-американских заимствований в нём было значительным до середины XX века. Особенно активно франкофонами заимствовалась техническая лексика, поскольку рабочим языком промышленности был английский, а франкоязычному образованию внимание не уделялось. После Тихой революции и установления официального статуса французского языка активный языковой пуризм франко-квебекцев привёл к резкому сокращению числа прямых заимствований. Так, даже вместо интернационализма СТОП/STOP стал употребляться ARRÊT.

Французский язык в Канаде распадается на ряд региональных вариантов, крупнейшие из которых:
- Квебекский французский с западным и восточным диалектами; также социолект г. Монреаль — жуаль.
- Франко-акадийский диалект (самый архаичный), также социолект Монктона — шедьяк.
- Онтарский французский, близкий квебекскому.
- Манитобский французский.
- Франкокреольский язык Канады и особый смешанный язык мичиф.

## Французский язык в школах
Во многих англоязычных школах Канады (прежде всего в Онтарио) существует программа «французского погружения», когда все или часть предметов преподаются по-французски.